# Mosca dei Lamberti
Mosca dei Lamberti (Florencia, finales del siglo XII-Reggio Emilia, 1243) fue un político y condotiero italiano.
Perteneciente a la importante familia gibelina de los Lamberti, aliada de los Uberti di Farinata, nació hacia el final del siglo XII y obtuvo varios cargos en el comune de Florencia.
Fue podestà de Viterbo en el 1220, de Todi en el 1227, condotiero durante la guerra contra Siena en el 1229-1235 y podestá de Reggio Emilia en el 1242.
Dante Alighieri lo cita en el Infierno en el episodio de Ciacco entre los espíritus magnos y "que a bien hacer se ingeniaron", aunque con sorpresa descubrirá de encontrarlos en el Infierno en los círculos más bajos, por lo tanto más graves.
A Mosca se le dedica un episodio (no tan relevante como el de Farinata degli Uberti o de los tres florentinos de Tegghiaio Aldobrandi y los otros) en la fosa de los sembradores de discordia (Inf. XXVIII, vv. 103-111), donde el poeta lo encuentra horriblemente mutilado de las manos, como castigo de su consejo de "lo hecho, hecho está" que convenció a los Amidei a matar a Buondelmonte de' Buondelmonti, encendiendo a Florencia, según Giovanni Villani al cual Dante da plena confianza, las facciones que pronto se dividieron en güelfos y gibelinos.